# Ejerforening
En ejerforening er en forening af ejere, der har til opgave at varetage en række fælles opgaver i en ejendom eller et område. Ejerforeninger oprettes gerne når en eller flere bygninger opdeles i ejerlejligheder til at varetage ejerlejlighedsejernes fælles interesser. Tilsvarende oprettes grundejerforeninger gerne i forbindelse med udstykning af et område. En ejerforening adskiller sig fra en andelsboligforening ved at lejlighederne ejes særskilt af de enkelte ejere og eventuelle fælles dele ejes i fælleseje af alle ejere i foreningen.
Ejerforeningens ansvar og opgaver fremgår af ejerforeningens vedtægter, som tinglyses på de enkelte ejerlejligheder eller matrikler. Mange ejerforeninger har vedtaget egne vedtægter, men er dette ikke tilfælde, så er normalvedtægten gældende.

## Ejerforeningens opgaver
Hovedopgaverne er
- udvendig vedligeholdelse af ejendommen og tilliggende arealer
- ejendommens forsikring
- vedligeholdelse af fælles installationer til vand, varme, afløb, kloak, TV-signaler og Internet
- trappevask og andet renholdelse
- renovation og storskrald

## Ledelse
Ejerforeningen afholder en årlig generalforsamling, hvor bestyrelsen vælges. Den fastlægger de overordnede rammer for foreningen, herunder eventuelt ændring af vedtægterne. De fleste ejerforeninger har antaget en administrator, der står for ejerforeningens regnskab, opkrævning af fællesudgifter og varmeregnskab, personaleadministration og registrering af ejerskifte.
Til dækning af foreningens udgifter opkræves der fællesudgifter hos de enkelte ejere. Udgiften betales forholdsmæssigt på baggrund af den enkelte ejerlejligheds fordelingstal, således som det blev fastlagt ved bygningens opdeling. Til sikkerhed for betaling af fællesudgifterne har ejerforeningen tinglyst vedtægterne pantstiftende eller de har et ejerpantebrev i hver enkelte ejerlejlighed.
Ejerforeningen fastsætter almindelige ordensregler i en husorden.